# GC含量

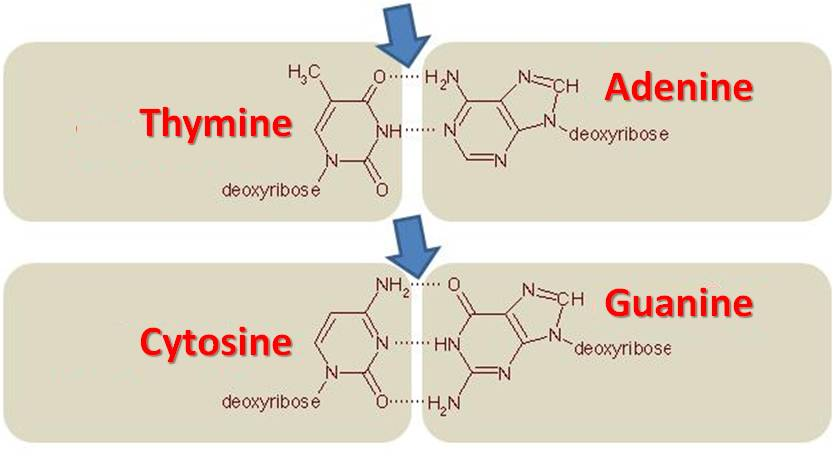
AT対とGC対。矢印は水素結合を指している。

GC含量（GCがんりょう、GC-content）は、DNA分子中の窒素塩基のうちグアニンとシトシンの割合である。また、この用語はDNAやRNAの特定の断片や、ゲノム全体に対しても用いられる。

## 構造
グアニン（G）はシトシン（C）と互いに特異的な水素結合を形成し、アデニン（A）はチミン（T）（RNAの場合はウラシル（U））と特異的な水素結合を形成する。GCからなる塩基対は3つの水素結合で結ばれているのに対し、ATまたはAUからなる塩基対が2つの水素結合で結ばれている。この差異を強調するために、塩基対は"G≡C"、"A=T"、"A=U"と表記されることも多い。
GC含量の高いDNAは低いものよりも安定しているが、この安定性は水素結合によるものではなく、主に塩基対のスタッキング相互作用によるものである。GC塩基対は、環外官能基の相対配置のためにATやAU塩基対よりもスタッキングエネルギーが大きい。さらに、塩基がスタッキングする順序と分子全体としての熱安定性には強い相関が存在する。
GC含量の高さは核酸に熱安定性を付与するが、一方で高いGC含量のDNAを含む一部の細菌はより容易に自己融解を起こし、そのため細胞の寿命自体が短くなることが観察されている。GC塩基対の熱安定性のため、かつてはGC含量の高さは高温への適応に必要であると信じられてきたが、この仮説は反証された。しかし同じ研究で、原核生物の至適生育温度の高さと（rRNA、tRNAや他のncRNAなどの）構造RNAのGC含量との間で強い相関が示された。近年初めて行われた、遺伝子を中心とした体系的な大規模相関分析によって、特定のゲノム部位についてのみGC含量と温度の間に相関が見られることが示された。
PCRでは、プライマーのGC含量から相補DNAのアニーリング温度が予測される。高いGC含量を持つプライマーは、高いアニーリング温度を持つことが示唆される。

## GC含量の決定
GC含量（%）は次のように計算される 。
{\displaystyle {\cfrac {G+C}{A+T+G+C}}\times \ 100}
別の表現としてAT/GC比があり、次のように計算される。
{\displaystyle {\cfrac {A+T}{G+C}}}
GC含量やGC比はさまざまな方法で測定可能であるが、最も単純な方法の1つに、分光測色法を用いたDNA二重らせんの「融点」の測定がある。DNAによる 260 nmの波長の吸光は、二本鎖DNAが十分に加熱されて一本鎖DNAに分離すると急激に増加する。最も一般的に用いられている手法として、ATまたはGCのみに結合する蛍光色素を用いた、大量のDNAサンプルに対するフローサイトメトリーの利用がある。
別の自明な方法として、DNAやRNAの塩基配列が決定されると、単純計算によりGC含量を正確に算出できる。

## ゲノムのGC比

### ゲノム内の差異
ゲノム中のGC比は領域によって顕著な差異が存在する。複雑な生物では、高GC比領域はモザイク状に点在し、アイソコアと呼ばれる"小島"状の領域を形成する。これは、染色体の染色強度の違いに直接現れる。GCに富むアイソコアは典型的にはタンパク質コード領域を多く含むため、こうした特定の領域のGC比の決定は、ゲノム中の遺伝子の多い領域をマッピングする際に有用である。

### コーディング配列
ゲノム配列を俯瞰すると、ゲノム全体のGC含量と比較して、タンパク質コード領域は高いGC含量を持つことがよく見られる。コード領域の長さがGC含量に正比例することを示す証拠も得られている。終止コドンがアデニンとチミンに偏っているという理由から、配列が短いほどATバイアスは高くなる。

### ゲノム間の差異
ゲノムのGC含量は生物種によって異なり、進化過程における選択の差異、突然変異の偏り、組換えと関連したDNA修復時の偏りによって引き起こされると考えられている。
ヒトゲノムの100kb断片のGC含量は35%から60%であり、平均値は41%である。出芽酵母（Saccharomyces cerevisiae）は38%、他の一般的なモデル生物であるシロイヌナズナ（Arabidopsis thaliana）は36%である。遺伝暗号の性質のため、GC含量が0%や100%に近いゲノムを持つ生物は事実上不可能である。しかし、マラリア原虫Plasmodium falciparumは極端ににGC含量が低く（約20％）、AT含量が多い（つまりGC含量が少ない）生物としてしばしば言及される。 
哺乳類のいくつかの種（トガリネズミ、ココウモリ、テンレック、ウサギなど）は、ゲノムのGC含量の顕著な増加が独立に生じている。こうしたGC含量の変化は、種の生活史に関する形質（体重や寿命など）やゲノムサイズと相関しており、GC-biased gene conversion（GCに偏った遺伝子変換）と呼ばれる分子的現象と関係している可能性がある。

## 分類学への応用
原核生物の分類学における種の定義の問題は、細菌の分類に関する様々な示唆を与え、ad hoc committee on reconciliation of approaches to bacterial systematicsは細菌の高次分類にGC比を用いることを勧告した。例えば、放線菌は「高GC含量の細菌」として特徴づけられ、その1種であるストレプトマイセス属のStreptomyces coelicolor A3(2)では72%である。